# Alfonso Pérez Sánchez
Alfonso Emilio Pérez Sánchez (Cartagena, 16 de junio de 1935-Madrid, 14 de agosto de 2010) fue un historiador del arte español, especializado en la pintura barroca. Fue director del Museo del Prado entre 1983 y 1991, período en el que dirigió la modernización del Museo tras la democratización española. Previamente fue subdirector del mismo museo durante casi una década (1972-81).

## Biografía
Nació en Cartagena en 1935 y emprendió sus estudios de licenciatura en la Universidad de Valencia, cursando también estudios en la Escuela Oficial de Cine de Madrid en la especialidad de dirección junto a Basilio Martín Patino, Picazo, Manuel Summers y Gabriel Blanco. La poesía ha sido otra de sus dedicaciones de juventud, interviniendo en la creación de la revista poética La Caña Gris. Su labor como poeta se ha visto reflejada en su libro: Poemas 1952-1968 con un prólogo de su amigo Francisco Brines (Madrid, 2003).

### Inicios en el arte
En 1960-1961 fue becado para trabajar en la biblioteca del Zentralinstitut für Kunstgeschichte de Múnich para la preparación de su tesis, colaborando con Soehner, entonces director de la Alte Pinakothek. En 1963 se doctora en la Universidad de Madrid con la tesis Pintura italiana del siglo XVII en España, bajo la dirección de su maestro Diego Angulo Íñiguez, que posteriormente se plasmó en una histórica exposición, la cual contribuyó a recuperar y difundir múltiples pinturas que habían sido subestimadas por décadas. Pronto es catedrático de historia del arte en la Universidad Autónoma de Madrid de la que fue Vicerrector de Extensión Universitaria (1978-1981) siendo más tarde catedrático de la Universidad Complutense de Madrid.

### En el Museo del Prado
La relación de Alfonso E. Pérez Sánchez con el Museo del Prado es muy temprana. Entró en él de “chico para todo”, como él mismo se ha definido, de la mano de su maestro Diego Angulo en 1961, y colaboró activamente con los siguientes directores, tanto con Sánchez Cantón como con Xavier de Salas, en la revisión de los almacenes y en la localización del “Prado disperso”. A Pérez Sánchez se debe precisamente este calificativo, que intentaba rescatar depósitos perdidos o descuidados.
Fue subdirector del museo desde 1971 al 1981, alejándose voluntariamente de la institución por el nombramiento de Federico Sopeña, que nada tenía que ver con el perfil científico deseado para la institución cultural más importante del país. Los principales problemas que en ese tiempo tenía el Museo fueron denunciados por el propio Pérez Sánchez a modo de conferencias en su libro Pasado, presente y futuro del Museo del Prado, editado por la Fundación Juan March en 1977 y verdadero “manual” para los que han querido diagnosticar los principales problemas de la institución.
El paso de Pérez Sánchez por el museo como director fue decisivo, y dejó su impronta en todo el trabajo de renovación y modernización que llevó a cabo con decisión y energía: la nueva organización de las salas, la política de exposiciones, desde entonces ininterrumpida, que hizo que el Museo cobrara vida propia, la puesta en marcha del gabinete didáctico. Y sobre todo en esa época del 1983 al 1991 se celebraron las exposiciones científicas más rigurosas que hiciera nunca el Prado, y que cambiaron la imagen de la institución en todo el panorama internacional. Su contacto con el público y la accesibilidad y divulgación de las exposiciones, tuvo su hito en la antológica de Velázquez de 1990, récord absoluto de visitantes en toda la historia del Museo (más de 500 000 visitantes) así como de tirada y venta de catálogos para una exposición temporal en única sede. Algunas restauraciones de obras emblemáticas, encabezadas por el cuadro de Las Meninas fueron discutidas en primer momento, pero reconocidas por todos los expertos después, como la intervención más oportuna y necesaria realizada por el jefe de restauración del Metropolitan Museum John Brealey, a quien invitó Pérez Sánchez y con el que compartió momentos memorables. La relación con los miembros del patronato fue fluida, transparente y muy profesional siempre, ganando entonces un gran prestigio y respeto la institución y que tardaría en recuperarlo tras su cese por el continuo baile de directores, hasta la llegada de Miguel Zugaza Miranda que le dio a la institución la necesaria calma para la actual y definitiva modernización.
En su gestión como director del Prado logró la recuperación de la autonomía administrativa del mismo (1985), construcción de nuevas salas dedicadas a Velázquez y Goya, y de la sala de conferencias y de un gabinete pedagógico. También se mejoró la climatización de las salas y se restauraron varias pinturas velazqueñas y las Pinturas negras de Goya. Se realizaron las exposiciones Claudio de Lorena y el ideal clásico de paisaje en el siglo XVII (1984), El siglo de Rembrandt (1985), Pintura napolitana. De Caravaggio a Giordano (1985), Zurbarán (1988), Goya y el espíritu de la Ilustración (1988), Pintura británica. De Hogarth a Turner (1988), la multitudinaria antológica Velázquez (1990) y La Colección Cambó (1990).
Su última etapa en el Prado quedó marcada por varias controversias que llegaron a la prensa. Pérez Sánchez mostró su oposición a la cesión del vecino Palacio de Villahermosa (que el Prado empleaba para exposiciones temporales) para el futuro Museo Thyssen-Bornemisza. Había defendido durante años la adscripción de dicho edificio al Prado para exhibir múltiples obras almacenadas, que creía de superior importancia; pero el acuerdo entre la familia Thyssen y España se basaba en la cesión de Villahermosa y el Gobierno accedió a ello. Tendrían que pasar quince años para que el Prado cubriese sus carencias de espacio más acuciantes con la ampliación diseñada por Rafael Moneo; que por suerte Pérez Sánchez llegaría a ver.
Finalmente dimitió en 1991 por haber protestado en contra de la intervención española en la Guerra del Golfo Pérsico. Quizás las palabras que mejor han definido esta decisión han sido las del ministro que le nombró como director, Javier Solana, quien en su libro homenaje declaró de él: "Dejó el Museo en 1991, en circunstancias difíciles, en las que como el intelectual independiente que era se sumó a unas declaraciones en contra de la posición del gobierno, del que yo formaba parte, en la primera Guerra del Golfo. Comprendí que sentía como un deber, a la manera de un filósofo antiguo, denunciar lo que él consideraba un error del poder, aunque ello determinara el fin de su relación con el Museo, que era su mayor pasión. Con los años, sus palabras, que iban en el sentido más profundo de la paz y la unión de los pueblos, más allá de los enfrentamientos culturales, tienen indudablemente un sitio en la Historia".
El abandono del puesto de director en 1991 por reclamar la paz en la Guerra del Golfo ante el gobierno socialista que lo nombró, apelando al compromiso moral del intelectual, significó un paulatino alejamiento de Pérez Sánchez del Prado, aunque siempre mantuvo una decidida voluntad colaboradora y de consejero para los que le quisieron escuchar y llegaron después de él. Así su relación con el Museo del Prado prosiguió, al nombrarle Director Honorario del mismo y miembro de su Real Patronato. En febrero de 2007 el Prado publicó un libro en su honor.

### Cargos y honores
Alfonso E. Pérez Sánchez fue miembro de la Real Academia de la Historia, de la Real Academia de Bellas Artes de San Fernando y de la Accademia Nazionale dei Lincei.
En 2003 fue galardonado con el “Premio a la latinidad” concedido por la Unión Latina, con sede en París por su contribución a la difusión y estudio de la común cultura latina en Europa y América. En 2007 el Ministerio de Cultura le distinguió con la Medalla de Oro al mérito en las Bellas Artes por su contribución decisiva a los estudios del barroco. Ese mismo año el Museo Nacional del Prado y la Fundación Focus-Abengoa editaron un libro de homenaje con su perfil humano e historiográfico y con contribuciones de destacados especialistas nacionales y extranjeros. En el año 2009 la Universidad Complutense le concedió la medalla al mérito docente.
Pérez Sánchez fue también miembro del Comité Internacional de Historia del Arte (CIHA), del Editorial Advisory Board de "Master Drawings Association" de Nueva York, miembro correspondiente de la Hispanic Society de Nueva York y de diversas Academias españolas, y ha sido honrado con múltiples condecoraciones nacionales y extranjeras. De esta forma, es Comendador de número de la Estrella Polar de Suecia desde 1983, Comendador de la Orden de San Olav de Noruega desde 1984, Honorary Knight commander of the Civil División of the Order of the British Empire desde 1989 y Comendadeur de l´Ordre des Arts et des Lettres de Francia desde 1991.

### Fallecimiento
Murió en Madrid el 14 de agosto de 2010, tras sufrir una enfermedad que lo mantuvo postrado los dos últimos años de su vida.
En marzo de 2023, el ayuntamiento de Cartagena, su ciudad natal, lo nombró Hijo Predilecto y le dedicó una plaza.

## Publicaciones
- "Pintura italiana del siglo XVII", exposición conmemorativa de los 150 años del Museo del Prado, Madrid, 1970.
- "Disegni Spagnoli", Florencia, Gabinetto dei Disegni e Stampe degli Uffizi, 1972.
- "Cararavaggio y el Naturalismo Español", Sevilla-Madrid, 1973.
- "La peinture espagnole du Siècle d 'Or. De Greco à Velázquez", París, Petit Palais, 1976 y Londres, Royal Academy, 1976.
- "D. Antonio de Pereda (1611-1678) y la pintura madrileña de su tiempo", Madrid, 1978.
- "El dibujo español de los siglos de Oro", Madrid, 1980.
- "El Toledo del Greco", Toledo, 1982.
- "Pintura española de Bodegones y floreros", Madrid, 1983-84.
- "Pintura napolitana de Caravaggio a Giordano", Madrid, 1985.
- "Carreño, Rizzi y Herrera y la pintura madrileña de su tiempo", Madrid, 1986.
- "Goya y el espíritu de la ilustración", Madrid-Boston-New York,1988-89.
- "Obras maestras de la Colección Masaveu", Madrid-Oviedo, 1989.
- "Velázquez", Madrid, 1990.
- "La Colección Cambó", Madrid, 1990.
- "Ribera 1591-1652", Nápoles y Madrid, 1992.
- "Madrid Pintado", Madrid, 1992.
- "Colección Pedro Masaveu. Cincuenta Obras", Oviedo, 1995.
- "Thomas Yepes", Bancaja, Valencia, 1995.
- "Tres Siglos de Dibujo Sevillano", Fundación Focus, Sevilla, 1995.
- "La Pintura italiana y española de los siglos XVI al XVIII de la Catedral de Burgos", Burgos, 1996 (en colaboración con Jesús Urrea).
- "Natures mortes y Flors del Museo de Bellas Artes de Valencia", Alicante-Museo de Bellas Artes de Valencia, 1996.
- "Pintura Española Recuperada por el Coleccionismo Privado", Fundación Focus-Real Academia de San Fernando, Sevilla-Madrid, 1996-97.
- "Juan de Arellano 1614-1676", Madrid, 1998.
- "El Greco conocido y redescubierto", Sevilla-Madrid-Oviedo, 1998.
- "Pintura española en Chile", Valencia, 1999.
- "El dibujo europeo en tiempo de Velázquez", Madrid, 1999.
- "Las lágrimas de San Pedro en la pintura española", Bilbao, 2000.
- "Pintura española en el Museo Nacional de San Carlos de México", Valencia, 2000.
- "Jerónimo Jacinto de Espinosa", Valencia-Roma, 2000.
- "Zurbarán. La obra final", Bilbao, 2000.
- "Luis Tristán, Fundación Toledo-BBVA, Madrid, 2001 (en colaboración con Benito Navarrete).
- "Colección BBVA. Del gótico a la Ilustración, Madrid-Bilbao", 2001 (en colaboración con Benito Navarrete).
- "El Greco Apostolados", La Coruña,Fundación Pedro Barrié de la Maza, 2002.
- "Luca Giordano y España", Palacio Real, Madrid, 2002.
- "Tesoros del Museo Soumaya", Madrid-Bilbao, 2004 (en colaboración con Benito Navarrete).
- "Luca Giordano. La imagen como ilusión", México, Museo Nacional de San Carlos, 2004.
- "Velázquez a Capodimonte", Nápoles, 2005.
- "De Herrera a Velázquez. El primer naturalismo en Sevilla", Sevilla-Bilbao, 2005-2006 (en colaboración con Benito Navarrete).
- "Corrado Giaquinto y España", Palacio Real, Madrid, 2006.
- "Cuatro siglos de Pintura Europea en la Colección BBVA. Siglos XV al XVIII", Museo Nacional de Colombia, Bogotá, Dic. 2006-marzo de 2007.
- "El Joven Murillo", Museo de Bellas Artes de Bilbao-Museo de Bellas Artes de Sevilla, 2009-2010 (en colaboración con Benito Navarrete)
- "Álbum Alcubierre. Dibujos. De la Sevilla ilustrada del conde del Águila a la colección Juan Abelló" (en colaboración con Benito Navarrete) Galardonado por el Ministerio de Cultura con el segundo premio al mejor libro editado del 2009.
- "Pintura Barroca en España 1600-1750", sexta edición actualizada, 2010.
- "Pintura italiana del siglo XVII en España", 1965.
- "Catálogo de dibujos: Real Academia de Bellas Artes de San Fernando", Madrid, 1967.
- "Catálogo de dibujos españoles del Museo del Prado", 1973.
- "El Museo del Prado", 1974.
- "Pasado, presente y futuro del Museo del Prado", 1977.
- "Velázquez", Bolonia, 1980.
- "Historia del dibujo en España, de la Edad Media a Goya", 1986.
- "La nature morte espagnole du XVIIe siècle à Goya", (en francés), 1987.
- "Pintura barroca en España, 1600-1750", 1992.
- "De pintura y pintores", 1993.
- Ed. de Isidoro Bosarte, "Viaje artístico a varios pueblos de España... Tomo primero. Viaje a Segovia, Valladolid y Burgos" (1804) en Madrid, Turner, 1978.